# Ostrów Wielkopolski

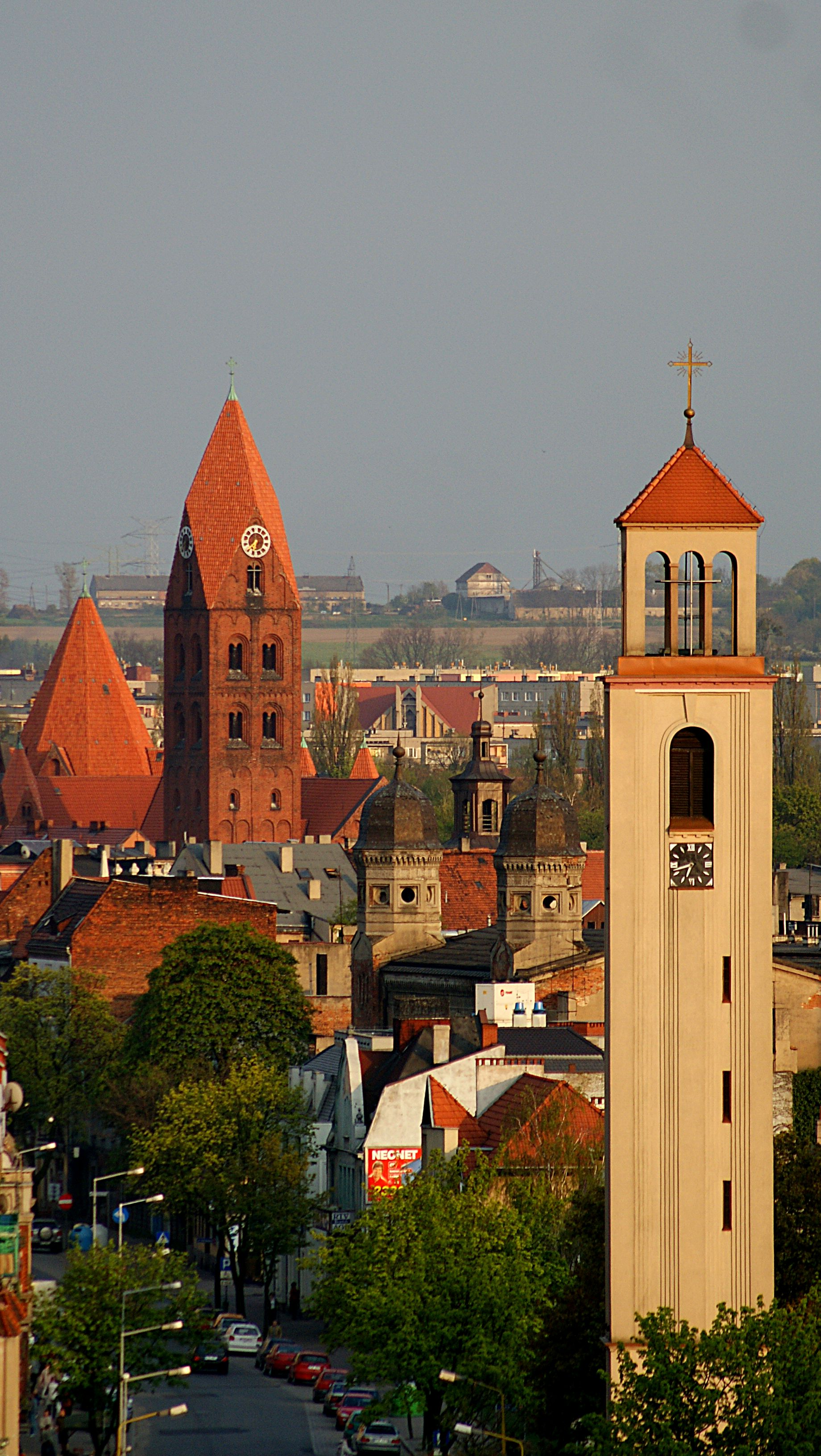
A Raszkowska utca, Ostrów Wielkopolski belvárosa

Ostrów Wielkopolski (1920-ig Ostrów, latinul Ostrovia, németül Ostrowo) város Lengyelországban a Kaliska-vidéken, a Kaliskai-fennsíkon az Ołobok partján a Nagy-lengyelországi vajdaságban, az ostrówi járás fővárosa.
Oklevelekben a város először a 15. század elején jelent meg. A város neve a régi lengyel nyelvben sziget jelentésű volt. Ostrów Wielkopolski, Kalisz és Skalmierzyce városok csoportja a poznańi agglomeráció mellett a vajdaság legjobban iparosodott része.

## Városrészek
Jelenleg a város 11 kerületre oszlik:
- I Śródmieście (Belváros)
- II Wenecja (Velence)
- III Krępa
- IV Jana Pawła II (II. János Pál)
- V Pruślin
- VI Stare Kamienice
- VII Zębców
- VIII Odolanowskie
- IX Nowe Parcele (Új parcellák)
- X Parcele Zacharzewskie
- XI Powstańców Wielkopolskich (Nagy-Lengyelországi felkelők)

## Története

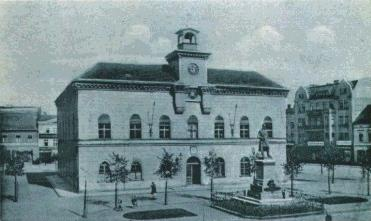
A városháza és a piactér egy 20. század eleji képes levelezőlapon

A mai Ostrów északkeleti részén a 10. században kis földvár állt. Jelenleg ásatások folynak a területén. A város 1404-ben kapott városjogokat. A 18. század elejéig nem nagyon fejlődött tűzvészek, háborús pusztítás és a környező városok túlsúlya miatt. 1711-ben Ostrów polgárai lemondtak a városi rangról. A teljes bukástól 1714-ben az új tulajdonos Jan Jerzy Przebendowski mentette meg a várost, aki kieszközölte a királytól az újbóli városi rangra emelést ezúttal több privilégiummal kiegészítve. A tulajdonos gondoskodása, a takarékos gazdálkodás, a polgárok szorgalma és a város szerencsés, határokhoz közeli fekvése ezúttal lehetővé tették a gyors fejlődést, melyet csak a második világháború kitörése szakított meg.
Fontos tényezője volt a fejlődésnek az is, hogy Ostrów nagy vasúti csomópont lett. A város a nemzeti mozgalmak egyik központja volt az idegen uralom és a két világháború alatt.
Különleges epizód volt az Ostrówi Köztársaság megalakulása 1918-ban, amikor a lakosság vértelen megmozdulással átvette a hatalmat a városban. A két világháború között Ostrów volt az egyik leggyorsabban fejlődő lengyel város, a lakosság száma megkétszereződött, sok látványos épületet húztak fel, új gyárak (Vagongyár) létesült.
A második világháború alatt munkatábor működött a városban. A városban erős volt az ellenállási mozgalom tevékenysége. Miután a Fegyveres Harci Szövetség (Związek Walki Zbrojnej) poznańi szervezetét szétverte a Gestapo, elnökségét Ostrówba költöztették, és innen építették újjá a poznańi szervezetet.

## Fordítás
- Ez a szócikk részben vagy egészben az Ostrów Wielkopolski című lengyel Wikipédia-szócikk ezen változatának fordításán alapul.  Az eredeti cikk szerkesztőit annak laptörténete sorolja fel. Ez a jelzés csupán a megfogalmazás eredetét és a szerzői jogokat jelzi, nem szolgál a cikkben szereplő információk forrásmegjelöléseként.